# لورا مالوی
لورا مالوی (به انگلیسی: Laura Mulvey) (زادهٔ ۱۵ اگوست ۱۹۴۱) اندیشمند و نظریه‌پرداز سینما و فیلمساز انگلیسی است. او تحصیلات خود را در دانشگاه آکسفورد به پایان رساند و هم‌اکنون استاد فیلم و مطالعات رسانه‌ای در دانشکده برکبک لندن است. او همچنین قبل از تصدی این پست سال‌ها در مؤسسهٔ فیلم انگلستان فعالیت کرده بود.

## نظریات
او از اوایل دهه هفتاد دست به ایجاد یک نظریه فمینیستی در سینما زد. او سینمای رسمی را یک سینمای مردانه خواند و این اعتقاد خود را بیان داشت که در سینمای رسمی زنان همواره تحت یک نگاه خیرهٔ مردانه هستند. او سینمای هالیوود را یک سینمای پدرسالار خواند. این نظریات را او در مقالهٔ معروف خود یعنی لذت بصری و سینمای روایی در سال ۱۹۷۳ به چاپ رساند. او در این مقاله و دیگر نظریات سینمایی اش متأثر از زیگموند فروید، ژاک لاکان و کریستین متز بود. او اعتقاد داشت که باید برعکس از سینما لذت زدایی کرد و بدین طریق یک سینمای زنانهٔ فمینیستی به‌وجود آورد. او برای آزمودن نظریات سینمایی‌اش دست به فیلمسازی زد و رشته‌ای از فیلم‌های فمینیستی نیز آفرید.

### سرگیجههیچکاک
او مخصوصا در  مورد اثر آلفرد هیچکاک، سرگیجه معتقد است که:
سرگیجه به عنوان یک فیلم خود انعکاسی، مراقبه ای در مورد تماشاگر فیلم، حول پیکره مادلین به عنوان تجسم سینما می چرخد.
سینما، ظاهر زندگی را جعل می‌کنند و از طریق یک توهم اغواکننده، آن را پنهان می‌کنند.

## به عنوان فیلمساز
مالوی علاوه بر نوشتن تئوری چند فیلم آوانگارد را نیز در دهه ۷۰ میلادی ساخت. از معروفترین آن‌ها می‌توان به معمای ابوالهول (۱۹۷۷) که آن را با همسرش پیتر والان ساخته بود اشاره کرد. در این فیلم دوربین هیچگاه با زوم کردن به فضا دخول نمی‌کند و همواره حرکاتی دورانی دارد. از دیگر مشخصات این فیلم استفاده منقطع از جملات است که ظاهراً با تصویر کامل می‌شوند. ادعا می‌شود که حرکات دوربین با کوشش شخصیت اصلی داستان که یک مادر است برای گریز از مردسالاری همخوانی دارد. در پایان مالوی و والان با اقتباس از این جمله لاکان که «رابطه جنسی ممکن نیست» یک بازی هزارتویی را نشان می‌دهند که در آن دو نقطه نورانی به یکدگر می‌رسند. اندازه‌گیری که در سایت سینماتریک (http://www.cinemetrics.lv/movie.php?movie_ID=9911) نشان می‌دهد که این فیلم از ۱۰۶ نما با طول متوسط ۴۷٫۴ ثانیه تشکیل شده‌است.

## کتاب‌ها و مقالات
- لذت بصری و سینمای روایی (۱۹۷۳)
- بیست و چهار بار مرگ در ثانیه: آرامش و تصویر متحرک (۲۰۰۶)

## فیلم‌ها
- شهبانوی آمازون (۱۹۷۴)
- معمای ابوالهول (۱۹۷۷)
- امی (۱۹۸۰)
- بلوربینی (۱۹۸۲)
- فریدا کالو و تینا مادوتی (۱۹۸۲)